# Chicago State University
De Chicago State University (CSU) is een overwegend zwarte openbare universiteit in Chicago, Illinois. Opgericht in 1867 als de Cook County Normal School, was het een innovatief lerarencollege. Uiteindelijk namen de Chicago Public Schools de controle over de school over en werd het Chicago Teachers College (CTC). Northeastern Illinois University begon als een filiaalcampus van CTC. In 1951 begon de staat Illinois het college te financieren, nam het in 1965 over en transformeerde het in een alomvattend staatscollege. In 1967 werd het Chicago State University. CSU is lid van het Thurgood Marshall College Fund en geaccrediteerd door de Higher Learning Commission.

## Geschiedenis

### Vroege geschiedenis: 19e eeuw
De Cook County Normal School werd opgericht in 1867 grotendeels op initiatief van John F. Eberhart, de commissaris van scholen voor Cook County. Eberhart merkte op dat scholen in Cook County ver achterbleven bij hun tegenhangers in de stad Chicago, vooral wat betreft de kwaliteit en competentie van instructeurs. Hij overtuigde de County Commissioners om in april 1860 een opleidingsinstituut voor leraren te houden, het succes ervan overtuigde de commissarissen van de noodzaak van een permanente school om leraren op te leiden. In maart 1867 creëerde de Cook County Board of Supervisors een normale school op Blue Island op een experimentele basis van twee jaar. Daniel S. Wentworth was de eerste directeur.
De school werd in 1869 geopend als een permanente instelling in Englewood, een dorp ver buiten de buitenwijken van Chicago in die tijd. Nadat Wentworth in 1883 overleed, werd hij vervangen door kolonel Francis Wayland Parker, een torenhoge figuur in de geschiedenis van het Amerikaanse onderwijs. Parker was een onderwijsvernieuwer die hielp bij het opbouwen van de filosofie van vooruitstrevend onderwijs, die de afgelopen eeuw een beslissende invloed heeft gehad op het Amerikaanse onderwijs. Gewijd aan de stelling dat de aard en de belangen van het kind de leerplanbeslissingen zouden moeten bepalen, en niet omgekeerd, probeerden progressieve hervormers vanaf de jaren 1890 uit te bannen wat zij zagen als onderdrukkende en autoritaire onderwijsnormen. Parker drong er bij leraren op aan om leerlingen de vrijheid te geven om van hun omgeving te leren, om nieuwsgierigheid in plaats van beloningen of straffen als motivatie te laten dienen, en om de Amerikaanse democratie te bevorderen door hun klaslokalen te democratiseren. John Dewey schreef in 1930 in The New Republic dat Parker meer dan enig ander persoon, de vader was van de progressieve onderwijsbeweging. Parker geloofde dat onderwijs de hoeksteen van een democratie was en dat het bereiken van dit memoriseren uit het hoofd moet worden vervangen door verkenning van de omgeving. Parkers Talks on Pedagogics ging vijf jaar vooraf aan Dewey's eigen School and Society en het is een van de fundamentele teksten in de progressieve beweging.
Door de jaren 1890 was Cook County niet in staat om de vereiste ondersteuning voor zijn Normal School te bieden. Omdat veel afgestudeerden werk vonden in het Chicago Public Schools-systeem, was het logisch dat de stad het over zou nemen, hoewel ze aanvankelijk erg gekant was tegen het idee. In 1897 nam de Chicago Board of Education de verantwoordelijkheid op zich voor wat nu de Chicago Normal School was. Kort daarna nam Francis W. Parker, de vermaarde directeur van de school, ontslag nadat de raad de aanbevelingen van een schoolsysteemcommissie onder leiding van William Rainey Harper van de Universiteit van Chicago niet had uitgevoerd. Harper stelde voor om de normen voor toelating tot de normale school te verhogen, het totale aantal opgeleide leraren te verhogen en het toezicht op afgestudeerden te versterken als ze eenmaal op de openbare scholen werkten.
Parker werd vervangen door Arnold Tompkins. Tompkins was een hegeliaan uit Indiana, die belangrijke hervormingen introduceerde die hielpen de filosofie van de instelling vorm te geven. Tompkins verklaarde zijn ontevredenheid over de oefenschool die toen werd gebruikt als laboratorium voor leerling-leraren. Hij wilde dat instructeurs praktijkervaring zouden opdoen in de openbare scholen van Chicago en hij moedigde hun plaatsing in arme immigrantengemeenschappen aan. Vanaf dat moment zou de school niet alleen worden gekenmerkt door haar innovatieve pedagogische praktijken, maar ook door haar inzet om kansen uit te breiden naar achtergestelde sectoren van de samenleving.

### Vroege 20e eeuw
Tompkins werd als president opgevolgd door Ella Flagg Young, een baanbrekende opvoeder in haar eigen recht. Young promoveerde bij John Dewey aan de Universiteit van Chicago en diende na het verlaten van de Chicago Normal School als hoofdinspecteur van het Chicago Public Schools-systeem. Ze probeerde het curriculum uit te breiden tot drie jaar, maar werd gedwarsboomd door de Board of Education. Nadat Young in 1909 was vertrokken om hoofdinspecteur te worden, werd William Bishop Owen directeur van CNS.
In 1913 werd de school omgedoopt tot Chicago Normal College, met hogere toelatingsnormen en verschillende nieuwe gebouwen, die geleidelijk aan de campus werden toegevoegd. In 1926 verhuisde het college naar een driejarig curriculum, met meer nadruk op traditionele academische vakken in tegenstelling tot pedagogiek. De school was een steeds aantrekkelijker onderwijskanaal voor de immigrantengemeenschappen in Chicago, die goedkope voorbereidende scholing konden krijgen voordat ze naar een universiteit gingen. Toen de Grote Depressie echter in 1929 begon, dwongen ernstige budgettekorten het college om zijn activiteiten in te perken en eindigde het bijna in de sluiting ervan. In 1932 kromp het budget van de Board of Education met $ 12 miljoen. Voor velen was het sluiten van het Normal College een voor de hand liggende strategie om te bezuinigen, aangezien er in het schoolsysteem toch geen posities waren voor opgeleide leraren.
De faculteit en studenten voerden krachtig campagne om het college open te houden. Pep-bijeenkomsten, publicaties en de inspanningen van immigrantengemeenschappen maakten allemaal deel uit van de mobilisatie ten gunste van voortgezette operaties. Toen de economie zich stabiliseerde, nam de dreiging om het college te ontbinden af, hoewel het niet verdween. Ondertussen nam de belangstelling voor de school toe, omdat financiële armoede veel studenten uit de omgeving van Chicago dwong af te zien van wooninstellingen elders voor een forenzencampus dichter bij huis.
In 1938 veranderde de school opnieuw haar naam, dit keer in Chicago Teachers College om de recente goedkeuring van een vierjarig curriculum weer te geven. President John A. Bartky had ambitieuze plannen om het onderwijs te stimuleren door een nieuwe toewijding aan de vrije kunsten en een verdubbeling van de tijd die aan praktijkonderwijs werd besteed. Daarnaast werd voor het eerst een Master of Education aangeboden. De hervormingen van Bartky werden echter onderbroken door het uitbreken van de Tweede Wereldoorlog, waardoor zowel de faculteit als de studenten waren verminderd. Bartky ging zelf in 1942 bij de marine en keerde nooit meer terug naar de universiteit. Tijdens zijn afwezigheid heeft de Chicago Board of Education de meeste van zijn leerplaninnovaties ongedaan gemaakt.
Na het einde van de oorlog werd Raymond Mack Cook aangenomen als decaan. De belangrijkste prestatie van Cook was om de staat Illinois te overtuigen om de financiering van het college over te nemen. De stad was niet langer in staat om de instelling voldoende te financieren en in 1951 ondertekende gouverneur Adlai Stevenson wetgeving die de Board of Education op permanente basis vergoedde voor haar bedrijfskosten. In 1965 slaagde Cook erin de staat ervan te overtuigen de verantwoordelijkheid voor het college volledig op zich te nemen.

### 1950-1979: Naamswijzigingen, nieuwe locatie
Toen de demografische samenstelling van de zuidkant van Chicago veranderde, begonnen steeds meer Afro-Amerikaanse studenten de universiteit te bezoeken. In de jaren 1950 was bijna 30% van de studenten zwart. Tegelijkertijd werden elders in de stad drie vestigingen van Chicago Teachers College geopend, die uiteindelijk Northeastern Illinois University werden. Gedurende deze jaren leidde het Chicago Teachers College en zijn filialen een overgrote meerderheid van de studenten op die systeemleraren van de Chicago Public School werden.
Toen de staat Illinois de controle over de instelling overnam, breidden de studenten en de aangeboden programma's zich snel uit. Het college onderging nog twee naamsveranderingen en werd Chicago State College in 1967 en Chicago State University in 1971, een jaar voordat het naar een nieuwe campus verhuisde. Tegen het midden van de jaren 1960 verslechterde de infrastructuur van het college en liepen de spanningen tussen de overwegend blanke studenten en de overwegend zwarte omliggende wijk op. Net als veel andere campussen, beleefde het Chicago State College een uitbarsting van studentenactivisme in 1968 en 1969 toen zwarte studenten en docenten meer aandacht eisten voor hun behoeften en interesses en nauwere relaties met de buurt. De regering reageerde door een programma voor Afro-Amerikaanse studies en een cultureel centrum op te zetten.
In 1972 verhuisde de universiteit naar haar nieuwe locatie op 9501 S. King Dr., tussen Burnside en Roseland. De staat kocht het terrein van de Old Burnside Yard van de Illinois Central Railroad. De lessen werden in november twee weken opgeschort om de verhuizing te voltooien.
In januari 1975 ondertekenden 5.000 studenten een petitie op een rol van 14 meter lang, waarin ze president Gerald Ford verzochten die zomer tijdens het afstuderen de openingstoespraak te houden. Op 12 juli 1975 hield president Ford de openingstoespraak tijdens de ceremonie in het Arie Crown Theatre op McCormick Place en ontving hij een eredoctoraat in de rechten.

### Eind 20e eeuw
Kort daarna kondigde president Milton Byrd zijn aftreden aan. Zijn vervanger Benjamin Alexander was de eerste Afro-Amerikaanse leider van de instelling. Onder leiding van Alexander ontving de school voor het eerst in haar geschiedenis een volledige 10-jarige accreditatie. Alexander drong hard aan om multiculturalisme te bevorderen, aangezien het Afrikaans-Amerikaanse deel van de studentenpopulatie toenam van 60% aan het begin van de jaren 1970 tot meer dan 80% in 1980. Deze veranderende demografie stimuleerde een debat over de vraag of CSU als een overwegend Afrikaans- Amerikaanse instelling, verwant aan de HBCU (Historically Black Colleges and Universities) of dat het een multiculturele en multiraciale identiteit moet behouden. Dat debat is sindsdien in een of andere vorm voortgezet.
President Benjamin Alexander nam Dr. Dorothy L. Richey, afgestudeerd aan de Tuskegee University, in dienst om de eerste vrouw te worden die benoemd werd tot hoofd atletiek aan een co-educational College of University in de Verenigde Staten. Haar teams blonken uit tijdens haar eerste jaar als atletisch directeur in 1975.
De school worstelde in de jaren 1980 met vlakke inschrijvingen, dalende staatsbegrotingen en dalende slagingspercentages. In het begin van de jaren 1990 zorgde president Dolores Cross echter voor een sterke toename van het aantal inschrijvingen en retentie. Ze drong er bij de faculteit op aan om persoonlijk adviseurs en studenten te bellen die mogelijk problemen hebben. De inschrijving steeg met 40%, bijna 10.000. De Chicago Tribune noemde Chicago State 'Succes U'.
In 1990 werd de bekende dichteres Gwendolyn Brooks aangenomen als aanzienlijk professor. Ze gaf lessen aan CSU tot aan haar dood. Brooks protegé en Engelse professor Haki R. Madhubuti richtten een schrijfcentrum op, nu het Gwendolyn Brooks Center for Black Literature and Creative Writing genoemd, dat een jaarlijkse conferentie organiseert en de enige MFA-graad in het land biedt die zich richt op Afro-Amerikaanse literatuur.

### De 21e eeuw
Elnora Daniel werd president in 1998 en ze werkte aan het verhogen van de federale en staatsfinanciering en het creëren van nieuwe programma's. Een Honours College werd opgericht in 2003 en een College of Pharmacy in 2007. Daniel hield ook toezicht op het eerste doctoraatsprogramma bij CSU in Educational Leadership. Het programma leverde in 2009 de eerste afgestudeerden op. Er werden speciale fondsen aangekocht om een leerboekaankoopprogramma voor Afrikaanse scholen en twee nieuwe gebouwen te financieren: de Universiteitsbibliotheek en het Emil and Patricia Jones Convocation Center.
In 2008 nam Daniel ontslag op grond van beschuldigingen van ongerechtvaardigde uitgaven; een staatscontrole wees uit dat Daniel $ 15.000 uitgaf, die in plaats daarvan werd uitgegeven als een leiderschapsconferentie op een familiecruise. Toen de raad van toezicht een zoektocht naar haar vervanger begon, namen op twee na alle faculteitsleden die in de zoekcommissie dienden, ontslag uit protest omdat ze vonden dat hun zorgen niet waren weggenomen. Een deel van hun zorgen omvatte een slagingspercentage van slechts 16,2 procent (vanaf 2007) en een ontoereikende infrastructuur. Op 29 april 2009 benoemde de raad van toezicht de aftredende kanselier Wayne Watson van de City Colleges of Chicago tot nieuwe president van de staat Chicago. De beslissing werd betwist door verschillende studenten en docenten, die openlijk de aankondiging boycotten, bewerend dat de benoeming van Watson werd ingegeven door politieke overwegingen in plaats van het welzijn van de studenten en docenten. Deze problemen waren aanleiding voor de Higher Learning Commission, het accreditatiebureau van de school, om ernstige zorgen te uiten over de toekomst van de staat Chicago en aan te geven dat de accreditatie in gevaar zou kunnen komen. Echter onder leiding van Watson behield en verlengde de school haar accreditatie na beoordeling door de commissie.
In januari 2014 meldde de Chicago Tribune dat de interim-provoost van de school, Angela Henderson, werd onderzocht door de Universiteit van Illinois in Chicago (UIC) wegens mogelijk plagiaat van haar proefschrift. Uiteindelijk heeft UIC Henderson vrijgesproken van plagiaat en Henderson bereikte in 2019 een schikking van $ 700.000 met UIC.
Tijdens de ambtstermijn van Watson werd Chicago State University genoemd als gedaagde in verschillende spraakmakende rechtszaken, waarin klokkenluiderswerknemers beweerden dat ze werden onderworpen aan vergeldingsacties wegens het blootleggen van ethisch wangedrag van de kant van het beleid-Watson. In één geval kende een jury een substantieel oordeel toe, dat in totaal meer dan $ 3 miljoen bedroeg. Een soortgelijk proces uit 2014 beschuldigde Watson ervan dat hij bestuurders op ongepaste wijze had ingehuurd en bevorderd en een ongepaste romantische relatie had met een werknemer.
In oktober 2015 heeft het universiteitsbestuur unaniem gestemd om Thomas J. Calhoun, voorheen van de University of North Alabama, te selecteren om Watson op te volgen als president. Calhoun kwam binnen met een belofte om de financiën van de school te stabiliseren en de inschrijvings- en afstudeercijfers te verbeteren.
Op 26 februari 2016 ontvingen alle 900 medewerkers van de Chicago State University een ontslagbrief in afwachting van onvoldoende financiering. Sinds de Illinois Budget Impasse in juli 2015 begon, had de staat Chicago geen staatsfinanciering.
In mei 2016 was het slagingspercentage van CSU gedaald tot slechts 11 procent. De universiteit is van oudsher het onderwerp van kritiek van wetgevers en accrediteurs vanwege lage slagingspercentages die schommelen tussen 13 en 21 procent.
Volgens een Chicago City Wire-analyse van een audit uit 2016 door de auditor-generaal van Illinois, kostte het lage afstudeerpercentage van de staat Chicago meer dan $ 2,5 miljoen aan belastingdollars die per jaar per afgestudeerde werden uitgegeven. Chicago State University heeft ook $ 356,5 miljoen aan schulden, waarvan het grootste deel te danken is aan het pensioenstelsel van de staatsuniversiteit. In de herfst van 2016 telde de eerstejaarsklas slechts 86 studenten, terwijl de totale inschrijving met 25 procent daalde, en in het universiteitsbudget van $ 84 miljoen voor het academiejaar 2016-2017, verstrekte de staat Illinois alleen noodfinanciering aan de universiteit.
In september 2016 stemde het universiteitsbestuur om het ontslag van president Calhoun te accepteren, slechts negen maanden nadat hij aantrad, en benoemde vice-president Cecil Lucy van de universiteit voor administratie en financiën als interim-president. De overeenkomst omvatte een ontslagvergoeding van $ 600.000 voor de vertrekkende president en een toezegging om de redenen voor de scheiding niet bekend te maken. Het besluit van het bestuur kreeg harde kritiek vanwege het gebrek aan transparantie en de hoge kosten die het de instelling oplegde, al midden in een begrotingscrisis.
Op 4 februari 2017 onthulde de Chicago Tribune dat de staat Chicago meer dan $ 370.000 aan belastinggeld besteedde aan het plannen van activiteiten voor een tweede campus in de West Side van Chicago, waaronder een haalbaarheidsstudie, het kopen van onroerend goed op Homan Square en het inhuren van een architect. The New York Times meldde vier dagen later dat de staat Chicago overwoog om een niet-beursgenoteerd voetbalteam en een fanfare toe te voegen om meer studenten van de openbare scholen in Chicago aan te trekken. Vervolgens schikte Chicago State in maart 2017 een klokkenluiderszaak die was aangespannen door voormalig schooladvocaat James Crowley voor $ 4,3 miljoen. Crowley beweerde dat de staat Chicago hem in 2010 ontsloeg als vergelding voor het melden van wangedrag door topbestuurders.
Zaldwaynaka Scott werd unaniem gestemd door de raad van toezicht om te dienen als de 12e permanente president van Chicago State University en nam de rol op zich op 1 juli 2018.
Voor 2020 rangschikte US News & World Report Chicago State #117-#153 in Regional Universities Midwest.

## Hogescholen
Naast het Honours College en de School of Graduate and Professional Studies, heeft Chicago State de volgende vijf colleges die diploma's verlenen:
- College of Arts and Sciences
- College of Business
- College of Education
- College of Health Sciences
- College of Pharmacy

## Gebouwen

### Emil en Patricia A. Jones Convocation Center
Het Emil and Patricia Jones Convocation Center is een multifunctionele arena op de campus met 7.000 zitplaatsen, gestart op 4 oktober 2004 en voltooid in 2007. De arena biedt onderdak aan de basketbalteams van de Chicago State University Cougars en vervangt het Jacoby D. Dickens Athletic Center , die slechts een capaciteit had van 2500 personen. Onder sportevenementen herbergt het oproepingscentrum concerten, conferenties en speciale stadsevenementen. Het oproepingscentrum is uniek onder de atletiekprojecten van de universiteit van Illinois, omdat de Chicago State University geen geld hoefde in te zamelen voor het project.

### Jacoby Dickens Center
Het Jacoby D. Dickens Center (JDC) is de thuisbasis van de Chicago State University Department of Intercollegiate Athletics. Het gebouw werd gebouwd in 1971 en was voorheen bekend als het CSU Athletics Building tot 1995, toen het werd opgedragen aan de beroemde zakenman Jacoby D. Dickens uit Chicago. Het bevat een gymzaal met 2500 zitplaatsen, drie zwembaden, een fitnesscentrum, acht kleedkamers, drie klaslokalen, een dansstudio, een extra en een multifunctioneel gymnasium. Daarnaast is het gebouw de thuisbasis van de atletische afdeling van CSU en de afdeling Gezondheid en Lichamelijke Opvoeding en Recreatie (HPER) van de universiteit.

### Bibliotheek
De universiteitsbibliotheek, die in oktober 2006 werd ingewijd, beschikt over een ultramodern geautomatiseerd opslag- en ophaalsysteem genaamd ROVER (Retrieval Online Via Electronic Robot), dat momenteel het meeste materiaal van de bibliotheek bevat dat vóór 1991 is geproduceerd. Het kan vijf boeken vinden in gemiddeld 2,5 minuten, de gemiddelde tijd voor een student om vijf boeken op te halen is 2 uur. Het systeem heeft een capaciteit van 800.000 boekdelen en er wordt een back-up gemaakt van de database op ten minste twee externe locaties. Op 18 oktober 2018 werd de bibliotheek officieel de Gwendolyn Brooks Library genoemd.

## Studentenleven

### Sporten
Chicago State University sponsort zeven heren- en acht damesteams in door de NCAA gesanctioneerde sporten. Mannensporten zijn basketbal, cross country, golf, voetbal, tennis en atletiek. Vrouwensporten zijn basketbal, cross country, golf, voetbal, tennis, atletiek en volleybal.
De sportteams van de school heten de Cougars en de teamkleuren zijn groen en wit. CSU neemt deel aan de Western Athletic Conference (WAC) van de National Collegiate Athletic Association's Division I. Van 1994 tot juni 2006 was CSU lid van de Mid-Continent Conference, maar trok zich terug en nam de onafhankelijke status aan voordat het toetrad tot de Great West Conference, waarin het speelde van 2009-2010 tot en met 2012-2013. Voorafgaand aan het behalen van de NCAA Division I-status, genoot de universiteit lidmaatschappen van de National Association of Intercollegiate Athletics (NAIA) en NCAA Division II.

### Broederschappen en studentenverenigingen
Alle negen organisaties van de National Pan-Hellenic Council hebben momenteel afdelingen aan de Chicago State University. Deze organisaties zijn:
| Organisatie       | Symbool | Hoofdstuk        | Hoofdstuk symbool |
| ----------------- | ------- | ---------------- | ----------------- |
| Alpha Kappa Alpha | ΑΚΑ     | Xi Kappa         | ΞΚ                |
| Alpha Phi Alpha   | ΑΦΑ     | Nu Delta         | ΝΔ                |
| Delta Sigma Theta | ΔΣΘ     | Lambda           | Λ                 |
| Iota Phi Theta    | ΙΦΘ     | Beta Omicron     | BO                |
| Kappa Alpha Psi   | ΚΑΨ     | Theta Zeta       | ΘΖ                |
| Omega Psi Phi     | ΩΨΦ     | Epsilon Eta      | EH                |
| Phi Beta Sigma    | ΦΒΣ     | Alpha Alpha Beta | AAB               |
| Sigma Gamma Rho   | ΣΓΡ     | Omicron Chi      | OX                |
| Zeta Phi Beta     | ΖΦΒ     | Alpha Alpha      | AA                |

## Persoonlijkheden
- Kanye West – muziekproducent en rapper.